# 夏洛克·福尔摩斯 (戏剧)
《夏洛克·福尔摩斯》（英語：Sherlock Holmes）是一部由威廉·吉列特和阿瑟·柯南·道尔爵士根据柯南·道尔的小说人物福尔摩斯所编写的四幕剧。

## 背景
柯南·道尔爵士对于舞台戏剧的创作一直都很有兴趣，只是他在这方面的努力一直都无所成效。当发觉他小说中人物歇洛克·福尔摩斯的成功后，柯南·道尔决定以他为主角写一出舞台剧。
美国戏剧制作人查尔斯·弗罗曼找到柯南·道尔并希望能获得福尔摩斯人物制作的版权授予。虽然在当时他们之间并没有直接的联系，但它确实激发柯南道尔提笔写出了一部以福尔摩斯和莫里亚蒂教授为主要角色的五幕剧。但在看过剧本后，弗罗曼觉得这并不适合进行舞台剧制作并转而向柯南·道尔推荐威廉·吉列特作为福尔摩斯这一角色的理想扮演者同时也将作为编剧重写剧本。吉列特身为一个成功的剧作家，穿着披肩带着一顶猎鹿帽拜访了柯南·道尔，请求允许其不仅仅是进行部分的演绎，而是彻底的对福尔摩斯这个形象进行重塑。

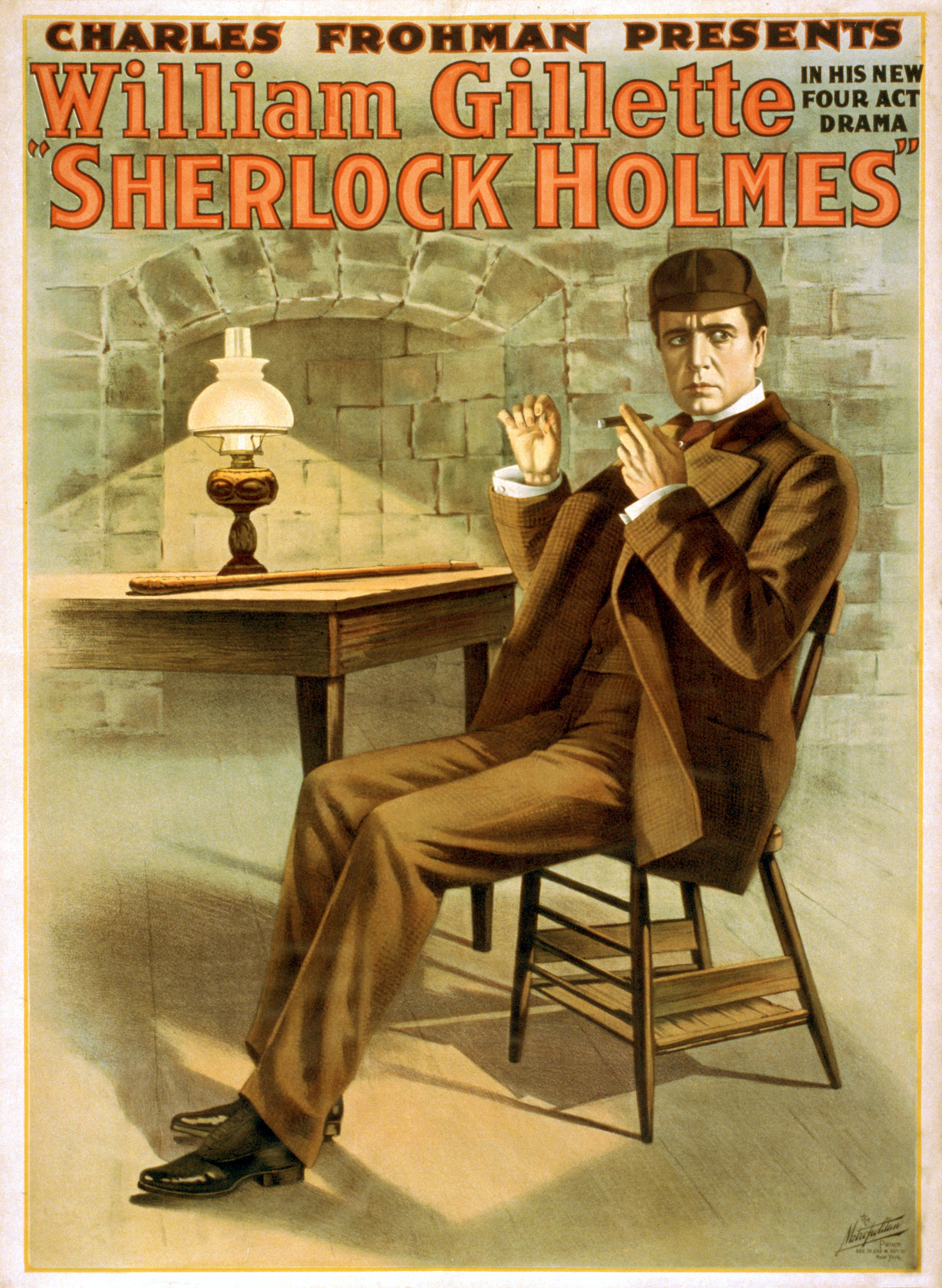
福尔摩斯在吸雪茄的彩色画报

## 创作
该剧剧本身取材于柯南·道尔已发表短篇小说《波希米亚丑闻》、《最后一案》和中篇小说《血字的研究》，同时增加了很多新的内容。尽管剧本由吉列特创作，但故事情节主要来自道尔的小说，部分对话更是照搬自原著，因此道尔被列为合著者。
吉列特给角色增添了很多新元素，比如“福尔摩斯的挚爱”。柯南道尔在之后的小说作品中也沿袭了这些设定。舞台剧的成功也使道尔转变了先前的看法，他说“我被这出剧本身、演员的表演和金钱上的回报打动了。”道尔后来讲到他收到吉列特发来的一条电报说“我可否让福尔摩斯娶妻？”，道尔答道“只要你高兴，你可以让他结婚、宰了他，怎么都成。”“福尔摩斯的挚爱”模仿《波西米亚的丑闻》中艾琳·艾德勒的角色，吉列特重新塑造了人物，并将她取名为“爱丽丝·福克纳”（Alice Faulkner）吉列特将莫里亚蒂教授演绎成一个恶棍的形象，但将其取名为“罗伯特莫里亚蒂”，而在柯南道尔的原作小说中教授并没有明确给出名字。
柯南·道尔曾在《身分之謎》中提到一个无名侍童，吉列特在舞台剧中使用了这个人物并将他命名为“比利”。柯南·道尔本人之后将这个人物重新引入到部分福尔摩斯的故事中，并继续使用比利的名字。

## 演出
舞台剧1899年11月6日在纽约上演，并在全美巡演之前那上演了超过260场，之后在1901年9月转场伦敦兰心大戏院。在伦敦巡演期间，时年十三岁的查理·卓别林扮演侍童比利。伦敦巡演持续了200场，后来吉列特曾分别在1905年、1906年、1910年和1915年重启演出。

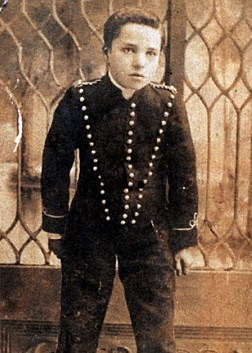
1903年起查尔斯·卓别林扮演剧中的侍童比利

## 改编

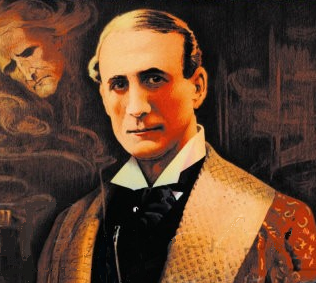
哈利·阿瑟·塞恩斯伯里1903年主演时的海报。

在20世纪初，H·A·塞恩斯伯里从吉列特手中接过这部四幕剧的交接棒。在柯南·道尔的自己基于《花班帶探案》的舞台改编剧出现之前，塞恩斯伯里超过1000次在四幕剧中出演福尔摩斯。
1916年，另有一部改编自此剧由威廉·吉列特出演福尔摩斯，名为《夏洛克·福尔摩斯》的无声电影，并被业界誉为“最精致的早期电影”。该剧于1922年再次被拍摄成电影，此时则由約翰·巴里摩带上猎鹿帽。1932年，又有一部对此剧的改编电影上映，但这一次由克莱夫·布鲁克接任福尔摩斯的角色。
1939年，由影星电影贝锡·罗斯本和奈杰尔·布鲁斯分别出演福尔摩斯和华生的第二部电影《福尔摩斯历险记》也被认为是该剧的改编版，虽然他们之间并没有什么相似之处。
1973年皇家莎士比亚剧团重新上演了这部舞台剧。由法兰克·邓禄普导演、约翰·伍德主演，演出取得了巨大的成功。伍德比约翰·尼维尔、罗伯特·斯蒂芬斯和伦纳德·尼莫伊所扮演的福尔摩斯都要来的成功（尼维尔和斯蒂芬斯分别在〈恐怖活动的研究〉和〈夏洛克福尔摩斯的私人生活〉中扮演过福尔摩斯）邓禄普被提名纽约戏剧委员会奖最佳话剧导演。
法兰·朗基拿的于1977年在马萨诸塞州威廉斯镇戏剧节上第一次参与演出。1981年他在HBO录制的制品版中再次出演。

## 文化影响
吉列特的福尔摩斯是首位讲出“很简单，我亲爱的华生”，这句话并未在柯南·道尔的小说中出现。完整的句子为“噢，这很简单，我亲爱的华生。”同样也是吉列特引入了烟斗并最终成为福尔摩斯象征性的道具。

## 注脚